# Upatissa z Upatissa Nuwara
Upatissa (syng. උපතිස්ස රජ) – nadworny kapłan wedyjski oraz kanclerz podczas rządów króla Vijaya na Sri Lance w VI wieku p.n.e., a po jego śmierci sprawował władzę jako wybrany regent (505–504 p.n.e.) zanim na wyspę dotarł Panduvasdeva z północnych Indii, któremu ją dobrowolnie oddał.
Upatissa zbudował miasto Upatissa Nuwara, które nazwał swym imieniem. Było ono drugą stolicą Syngalezów na Sri Lance.